# Aisha Al-Mana
Aisha al-Mana, née en 1948 à Khobar, est une activiste et féministe saoudienne qui a participé à des manifestations contre l'interdiction de la conduite automobile pour les femmes en Arabie saoudite et à une campagne contre la tutelle masculine.
Elle travaille également comme directrice de l'hôpital Al-Mana et de celui de l'université Mohammad al-Mana pour les sciences médicales et est membre du conseil d'administration de Ebrahim M. Al-Mana et Frères, une compagnie chargée du développement des services de santé en Arabie saoudite.

## Biographie

### Études et carrière professionnelle
Après avoir étudié le Coran en Arabie saoudite durant l'école primaire, Aisha al-Mana voyage en Égypte, où elle termine ses études secondaires. Elle étudie ensuite la sociologie à l'université américaine de Beyrouth et obtient sa licence à l'université de l'Oregon en 1971, suivie par un master en sociologie à l'université d'État de l'Arizona. En 1982, elle décroche un doctorat à l'université du Colorado, devenant ainsi l'une des premières femmes saoudiennes à porter ce titre, aux côtés de Soraya Al-Turki, Soraya Obeid, Fatin Shakir ou encore Samira Islam. Sa thèse de doctorat traitait du développement économique et de son impact sur le statut des femmes en Arabie saoudite.
En 1985, elle fonde une société consacrée au développement de son pays (Al-Shakira Al-Khalijiah Lil Inmaa), la première compagnie saoudienne à être entièrement dirigée par des femmes. Le but de l’entreprise est de dispenser des cours d’informatiques et des techniques d’éducation aux femmes et d’établir un centre de recherches s’occupant de la place de la femme dans le monde du travail.
En 1990, elle devient la première femme nommée directrice d’un hôpital en Arabie saoudite. Elle est directrice des services de soutiens[pas clair] au sein du groupe hospitalier Al-Mana, dans l'est du pays.

## Militantisme féministe

### Opposition à l'interdiction de conduire pour les femmes
Aicha Al-Mana participe à trois différentes campagnes de protestation contre l’interdiction de conduire pour les femmes. La première remonte à 1990. Elle s'investit également lors des campagnes de 2011 et 2013 comme membre du mouvement Women to Drive.
Elle est ainsi l’une des 46 femmes à avoir organisé la manifestation du 6 novembre 1990 à Riyad, pour protester contre cette interdiction. Avant la manifestation, les femmes avaient lancé une pétition adressé à l’émir de Riyad de l’époque, Salmane ben Abdelaziz Al Saoud, demandant à celui-ci et à son frère, le roi Fahd ben Abdelaziz Al Saoud de la lever. Les manifestantes conduisent alors des voitures lors d’un convoi, avant que ce dernier ne soit arrêté par la police et qu’elles soient toutes placées en détention. Aicha Al-Mana et de nombreuses autres participantes racontent leurs expériences dans un livre sorti en 2011, intitulé The Sixth of November. L’écrivain Saad Al-Dosari s'en est inspiré pour dans son roman Riyadh – November 90. La plupart des manifestantes ont été interdites de quitter le territoire et celles ayant un travail au sein du gouvernement l’ont perdu.
Quelques années plus tard, elle participe à deux autres campagnes contre l’interdiction de conduire pour les femmes ; la première, dans la foulée du Printemps arabe a lieu en 2011, et la seconde, en octobre 2013.

### Égalité des genres et éducation des jeunes filles
En 2011, Aicha Al-Mana organise des ateliers sur le système de tutelle masculine à Riyad, Djeddah ou encore Khobar, afin de combattre cette tradition.
En 2013, elle participe à un symposium intitulé « Femmes, héritage commercial et règles familiales », au cours duquel les participantes appellent à la formation d’un organe judiciaire indépendant pour défendre l’héritage des femmes. En effet, les femmes saoudiennes subissent souvent des pressions des membres de leur famille, de connaissances ou mêmes de la société pour abandonner l'argent auquel elles ont droit, celui-ci étant ensuite divisé parmi les plus proches parents de sexe masculin. Aicha Al-Mana déclare notamment que « priver les femmes de leur héritage est l'un des principaux motifs des querelles familiales ».
Elle est aussi à l’origine de fondations soutenant l’éducation des femmes, à l’image de la bourse Aisha Al-Mana Global Health Program de l'université de l’Oregon. La bourse garantit aux Saoudiennes l’accès à une éducation sur la médecine générale, une aide financière pour leurs recherches, des ateliers et autres conférences tout au long de l’année ainsi qu’un soutien pour les étudiants de l’université de l’Oregon qui souhaitent réaliser un stage en Arabie Saoudite.
La fondation Aisha Al-Mana pour les femmes en études de médecine ou d'infirmerie soutient les étudiantes suivant ces cursus. La priorité est donnée aux Saoudiennes, bien que d’autres femmes originaires de pays arabophones soient autorisées à postuler.

### Arrestation
En mai 2018, elle est arrêtée au même moment que d’autres activistes, hommes et femmes,, puis relâchée quelques jours plus tard.